# Neolucanus palmatus
Neolucanus palmatus es una especie de coleóptero de la familia Lucanidae.

## Distribución geográfica
Habita en Vietnam.